# Giorgino
Giorgino – srebrna, groszowa moneta włoska bita od XVI do XVIII w., o wartości 5 soldów, przedstawiająca św. Jerzego. Wprowadzona w:
- Ferrarze (1559 r.),
- Modenie (1598 r.),
- Genui (1668 r.)

dla handlu z Lewantem.